# Tour de France 2021/3. Etappe
Die 3. Etappe der Tour de France 2021 führte am 28. Juni 2021 über 182,9 Kilometer von Lorient nach Pontivy.
Etappensieger wurde im Massensprint der Belgier Tim Merlier (Alpecin-Fenix). Mathieu van der Poel verteidigte das Gelbe Trikot, auch Julian Alaphilippe (Deceuninck-Quick-Step) konnte das Grüne Trikot verteidigen. Ide Schelling (Bora-hansgrohe) übernahm wieder die Führung in der Bergwertung. In der Mannschaftswertung führt nun das Team Bahrain Victorious. Der Schweizer Michael Schär (AG2R Citroën Team) wurde von der Jury zum kämpferischsten Fahrer der Etappe gekürt. Die dritte Etappe war – wie bei den zwei Etappen zuvor – geprägt von vielen Stürzen und zahlreichen Regenschauern.

## Verlauf
Gleich zu Beginn bildete sich eine fünfköpfige Ausreißergruppe bestehend aus Jelle Wallays (Cofidis), Cyril Barthe, Maxime Chevalier (beide B&B Hotels p/b KTM), Ide Schelling und Michael Schär. Der Brite Geraint Thomas (Ineos Grenadiers) und der Niederländer Robert Gesink (Jumbo-Visma) stürzten rund 140 Kilometer vor dem Ziel. Während Gesink das Rennen aufgeben musste, konnte Thomas sich nach 30 Kilometern wieder im Peloton einordnen. Bei der ersten Bergwertung, der Côte de Cadoudal (1,7 km länge bei 6,3 % durchschnittlichen Anstieg) übernahm Ide Schelling die Führung in der Bergwertung und holte sich damit das Gepunktete Trikot wieder zurück. Er fiel dann aus der Spitzengruppe ins Feld zurück, die Ausreißergruppe bestand nun aus vier Fahrern. Den Zwischensprint am La Fourchette konnte Cyril Barthe im Duell gegen sein Teamkollegen Maxime Chevalier für sich entschieden, im Peloton setzte sich der Australier Caleb Ewan (Lotto Soudal) durch. Die zweite Bergwertung des Tages, den Côte de Pluméliau (2,2 km bei 3,1 %), gewann der Belgier Jelle Wallays. Die Ausreißergruppe hatte zu dem Zeitpunkt (ca. 34 Kilometer vor dem Ziel) einen Vorsprung von etwa 1:30 Minuten zum Peloton, sie wurden etwa fünf Kilometer vor dem Ziel gestellt.
Primož Roglič (Jumbo-Visma), Favorit auf die Gesamtwertung, stürzte ca. 10 Kilometer vor dem Ziel und verlor am Ziel 1:21 Minuten. Sechs Kilometer später stürzte der Sprinter Arnaud Démare (Groupama-FDJ) zu Boden, ebenso der Australier Jack Haig, der das Rennen aufgeben musste. Auf den letzten Metern stürzte Caleb Ewan nach der letzten Kurve und riss Peter Sagan (Bora-hansgrohe) zu Boden. Mit einem gebrochenen Schlüsselbein musste der australische Sprinter das Rennen aufgeben, offiziell wurde er vom Veranstalter als Etappenletzter gewertet. Er trat die vierte Etappe nicht mehr an.
Nach dem Rennen kritisierten viele Radrennfahrer den Veranstalter. So sollen die Fahrer vor dem Etappenstart die Rennjury darum gebeten haben, die Drei-Kilometer-Regel auf acht Kilometer zu erhöhen, da das enge und winklige Schlussstück der Etappe von den Fahrern als zu gefährlich empfunden wurde. Die Rennjury lehnte die Bitte ab. André Greipel (Israel Start-Up Nation) kritisierte bei einem ARD-Interview den Streckenverlauf und die Organisatoren: „Wer auch immer dieses Finale designt hat, sollte mal probieren, mit 180 Fahrern um den Etappensieg zu fahren. Mir fehlen echt die Worte. Man muss ich wirklich fragen, wo diese Sicherheitskommissäre sind.“ Auch Marc Madiot, ehemaliger Radprofi und aktueller Teamchef von Groupama-FDJ, kritisierte die Veranstalter und deren Streckenführung. Gleichzeitig kritisierte er auch die Teams und Fahrer, dass sie sich zu wenig für die Sicherheit einsetzen. Es müsse ein Umdenken im Profiradsport geben.

## Ergebnis
| \| Etappenergebnis \| Etappenergebnis \| Etappenergebnis \| Etappenergebnis \| Etappenergebnis \| \| Fahrer \| Fahrer \| Land \| Team \| Zeit \| \| --------------- \| -------------------- \| --------------- \| --------------------- \| --------------- \| \| 1. \| Tim Merlier \| Belgien \| Alpecin-Fenix \| 4 h 01 min 28 s \| \| 2. \| Jasper Philipsen \| Belgien \| Alpecin-Fenix \| + 0 s \| \| 3. \| Nacer Bouhanni \| Frankreich \| Arkéa-Samsic \| + 0 s \| \| 4. \| Davide Ballerini \| Italien \| Deceuninck-Quick Step \| + 0 s \| \| 5. \| Sonny Colbrelli \| Italien \| Bahrain Victorious \| + 0 s \| \| 6. \| Julian Alaphilippe \| Frankreich \| Deceuninck-Quick Step \| + 0 s \| \| 7. \| Mathieu van der Poel \| Niederlande \| Alpecin-Fenix \| + 0 s \| \| 8. \| Cees Bol \| Niederlande \| Team DSM \| + 0 s \| \| 9. \| Anthony Turgis \| Frankreich \| TotalEnergies \| + 0 s \| \| 10. \| Max Walscheid \| Deutschland \| Qhubeka NextHash \| + 0 s \| |                      |             |                       |                 |
| |                      |             |                       |                 |
| Quelle: ProCyclingStats |                      |             |                       |                 |
| Etappenergebnis |                      |             |                       |                 |
| Fahrer | Fahrer               | Land        | Team                  | Zeit            |
| 1. | Tim Merlier          | Belgien     | Alpecin-Fenix         | 4 h 01 min 28 s |
| 2. | Jasper Philipsen     | Belgien     | Alpecin-Fenix         | + 0 s           |
| 3. | Nacer Bouhanni       | Frankreich  | Arkéa-Samsic          | + 0 s           |
| 4. | Davide Ballerini     | Italien     | Deceuninck-Quick Step | + 0 s           |
| 5. | Sonny Colbrelli      | Italien     | Bahrain Victorious    | + 0 s           |
| 6. | Julian Alaphilippe   | Frankreich  | Deceuninck-Quick Step | + 0 s           |
| 7. | Mathieu van der Poel | Niederlande | Alpecin-Fenix         | + 0 s           |
| 8. | Cees Bol             | Niederlande | Team DSM              | + 0 s           |
| 9. | Anthony Turgis       | Frankreich  | TotalEnergies         | + 0 s           |
| 10. | Max Walscheid        | Deutschland | Qhubeka NextHash      | + 0 s           |

## Gesamtstände
| \| Gesamtwertung \| Gesamtwertung \| Gesamtwertung \| Gesamtwertung \| Gesamtwertung \| \| Fahrer \| Fahrer \| Land \| Team \| Zeit \| \| ------------- \| -------------------- \| ------------- \| --------------------- \| ---------------- \| \| 1. \| Mathieu van der Poel \| Niederlande \| Alpecin-Fenix \| 12 h 58 min 53 s \| \| 2. \| Julian Alaphilippe \| Frankreich \| Deceuninck-Quick Step \| + 8 s \| \| 3. \| Richard Carapaz \| Ecuador \| Ineos Grenadiers \| + 31 s \| \| 4. \| Wout van Aert \| Belgien \| Jumbo-Visma \| + 31 s \| \| 5. \| Wilco Kelderman \| Niederlande \| Bora-Hansgrohe \| + 38 s \| \| 6. \| Tadej Pogačar \| Slowenien \| UAE Team Emirates \| + 39 s \| \| 7. \| Enric Mas \| Spanien \| Movistar Team \| + 40 s \| \| 8. \| Nairo Quintana \| Kolumbien \| Arkéa-Samsic \| + 40 s \| \| 9. \| Pierre Latour \| Frankreich \| TotalEnergies \| + 45 s \| \| 10. \| Sergio Higuita \| Kolumbien \| EF Education-Nippo \| + 52 s \| |                      |             |                       |                  |
| |                      |             |                       |                  |
| Quelle: ProCyclingStats |                      |             |                       |                  |
| Gesamtwertung |                      |             |                       |                  |
| Fahrer | Fahrer               | Land        | Team                  | Zeit             |
| 1. | Mathieu van der Poel | Niederlande | Alpecin-Fenix         | 12 h 58 min 53 s |
| 2. | Julian Alaphilippe   | Frankreich  | Deceuninck-Quick Step | + 8 s            |
| 3. | Richard Carapaz      | Ecuador     | Ineos Grenadiers      | + 31 s           |
| 4. | Wout van Aert        | Belgien     | Jumbo-Visma           | + 31 s           |
| 5. | Wilco Kelderman      | Niederlande | Bora-Hansgrohe        | + 38 s           |
| 6. | Tadej Pogačar        | Slowenien   | UAE Team Emirates     | + 39 s           |
| 7. | Enric Mas            | Spanien     | Movistar Team         | + 40 s           |
| 8. | Nairo Quintana       | Kolumbien   | Arkéa-Samsic          | + 40 s           |
| 9. | Pierre Latour        | Frankreich  | TotalEnergies         | + 45 s           |
| 10. | Sergio Higuita       | Kolumbien   | EF Education-Nippo    | + 52 s           |

| Punktewertung | Punktewertung        | Punktewertung | Punktewertung         | Punktewertung |
| Fahrer        | Fahrer               | Land          | Team                  | Punkte        |
| ------------- | -------------------- | ------------- | --------------------- | ------------- |
| 1.            | Julian Alaphilippe   | Frankreich    | Deceuninck-Quick Step | 80 P.         |
| 2.            | Mathieu van der Poel | Niederlande   | Alpecin-Fenix         | 62 P.         |
| 3.            | Tim Merlier          | Belgien       | Alpecin-Fenix         | 50 P.         |
| 4.            | Michael Matthews     | Australien    | Team BikeExchange     | 50 P.         |
| 5.            | Tadej Pogačar        | Slowenien     | UAE Team Emirates     | 44 P.         |
| 6.            | Jasper Philipsen     | Belgien       | Alpecin-Fenix         | 41 P.         |
| 7.            | Primož Roglič        | Slowenien     | Jumbo-Visma           | 40 P.         |
| 8.            | Caleb Ewan           | Australien    | Lotto-Soudal          | 37 P.         |
| 9.            | Wilco Kelderman      | Niederlande   | Bora-Hansgrohe        | 34 P.         |
| 10.           | Nacer Bouhanni       | Frankreich    | Arkéa-Samsic          | 33 P.         |

| Bergwertung | Bergwertung          | Bergwertung | Bergwertung                        | Bergwertung |
| Fahrer      | Fahrer               | Land        | Team                               | Punkte      |
| ----------- | -------------------- | ----------- | ---------------------------------- | ----------- |
| 1.          | Ide Schelling        | Niederlande | Bora-Hansgrohe                     | 5 P.        |
| 2.          | Mathieu van der Poel | Niederlande | Alpecin-Fenix                      | 4 P.        |
| 3.          | Anthony Perez        | Frankreich  | Cofidis                            | 3 P.        |
| 4.          | Julian Alaphilippe   | Frankreich  | Deceuninck-Quick Step              | 2 P.        |
| 5.          | Edward Theuns        | Belgien     | Trek-Segafredo                     | 2 P.        |
| 6.          | Tadej Pogačar        | Slowenien   | UAE Team Emirates                  | 2 P.        |
| 7.          | Victor Campenaerts   | Belgien     | Qhubeka NextHash                   | 1 P.        |
| 8.          | Jelle Wallays        | Belgien     | Cofidis                            | 1 P.        |
| 9.          | Danny van Poppel     | Niederlande | Intermarché-Wanty-Gobert Matériaux | 1 P.        |
| 10.         | Michael Matthews     | Australien  | Team BikeExchange                  | 1 P.        |

| Nachwuchswertung | Nachwuchswertung       | Nachwuchswertung       | Nachwuchswertung    | Nachwuchswertung |
| Fahrer           | Fahrer                 | Land                   | Team                | Zeit             |
| ---------------- | ---------------------- | ---------------------- | ------------------- | ---------------- |
| 1.               | Tadej Pogačar          | Slowenien              | UAE Team Emirates   | 12 h 59 min 32 s |
| 2.               | Sergio Higuita         | Kolumbien              | EF Education-Nippo  | + 13 s           |
| 3.               | David Gaudu            | Frankreich             | Groupama-FDJ        | + 13 s           |
| 4.               | Lucas Hamilton         | Australien             | Team BikeExchange   | + 1 min 03 s     |
| 5.               | Jonas Vingegaard       | Dänemark               | Jumbo-Visma         | + 1 min 08 s     |
| 6.               | Aurélien Paret-Peintre | Frankreich             | AG2R Citroën Team   | + 2 min 36 s     |
| 7.               | Stefan de Bod          | Südafrika              | Astana-Premier Tech | + 4 min 54 s     |
| 8.               | Neilson Powless        | Vereinigte Staaten     | EF Education-Nippo  | + 5 min 22 s     |
| 9.               | Mark Donovan           | Vereinigtes Königreich | Team DSM            | + 5 min 34 s     |
| 10.              | Joris Nieuwenhuis      | Niederlande            | Team DSM            | + 6 min 35 s     |

| Mannschaftswertung | Mannschaftswertung    | Mannschaftswertung     | Mannschaftswertung |
| Team               | Team                  | Land                   | Zeit               |
| ------------------ | --------------------- | ---------------------- | ------------------ |
| 1.                 | Bahrain Victorious    | Bahrain                | 38 h 59 min 09 s   |
| 2.                 | Jumbo-Visma           | Niederlande            | + 1 min 33 s       |
| 3.                 | Trek-Segafredo        | Vereinigte Staaten     | + 1 min 43 s       |
| 4.                 | Astana-Premier Tech   | Kasachstan             | + 1 min 59 s       |
| 5.                 | EF Education-Nippo    | Vereinigte Staaten     | + 2 min 02 s       |
| 6.                 | Team BikeExchange     | Australien             | + 2 min 20 s       |
| 7.                 | Ineos Grenadiers      | Vereinigtes Königreich | + 2 min 42 s       |
| 8.                 | Deceuninck-Quick Step | Belgien                | + 3 min 56 s       |
| 9.                 | Movistar Team         | Spanien                | + 4 min 26 s       |
| 10.                | Bora-Hansgrohe        | Deutschland            | + 6 min 46 s       |

## Ausgeschiedene Fahrer
- Robert Gesink (Jumbo-Visma): nach Sturz mit ausgekugelter Schulter aufgegeben
- Jack Haig (Bahrain Victorious): nach Sturz mit Gehirnerschütterung und Schlüsselbeinbruch aufgegeben[5]